# Padam
Padam är en ort i Indien.   Den ligger i unionsterritoriet Ladakh, i den norra delen av landet, 500 km norr om huvudstaden New Delhi. Padam ligger 3 560 meter över havet och antalet invånare är 25 000.
Terrängen runt Padam är bergig åt sydväst, men åt nordost är den kuperad. Padam ligger nere i en dal. Runt Padam är det mycket glesbefolkat, med 2 invånare per kvadratkilometer. Det finns inga andra samhällen i närheten. Trakten runt Padam är ofruktbar med lite eller ingen växtlighet.